# Kateretes takagii
Kateretes takagii is een keversoort uit de familie bastaardglanskevers (Kateretidae). De wetenschappelijke naam van de soort werd in 2006 gepubliceerd door Hisamatsu.